# سفارة السويد في فنلندا
سفارة السويد في فنلندا هي أرفع تمثيل دبلوماسي لدولة السويد لدى فنلندا. تقع السفارة في هلسنكي وهي تهدف لتعزيز المصالح السويدية في فنلندا.

## وصلات خارجية
- الموقع الرسمي
- قائمة سفارات السويد
- قائمة السفارات في فنلندا